# Kozopolianski
Kozopolianski - Козополянский (rus) - és un khútor del raion de Guiaguínskaia, a la República d'Adiguèsia, a Rússia. És a la riba esquerra del riu Fars, a 26 km a l'est de Guiaguínskaia i a 26 km al nord-est de Maikop. Pertany al municipi de Serguíevskoie.